# Juan Arañés
Juan Arañés Sallén, también como Joan, Araniés o Arañiés (Zaragoza, c. 1580-¿Seo de Urgel?, c. 1649) fue un compositor y maestro de capilla español del Barroco. Sus tonos y villancicos siguen el estilo de los preservados en el Cancionero de Cracovia.

## Biografía
Arañés nació en Zaragoza en fecha desconocida, hijo de Juan Arañés Mercader y Mariana Sallén, ambos vecinos de Zaragoza; tuvo una hermana llamada Magdalena, casada con Jeroni Verdejo, notario de la ciudad de Tortosa. Estudió con la capilla de música de Jerónimo Muniesa en Zaragoza, hecho del que se conserva el contrato de 1594.
El 25 de agosto de 1604 fue nombrado maestro de capilla de la Catedral de Tortosa:

presbyteri diocesis Caesaraugustanensis; elegerunt et nominarunt [?] mera voluntate et beneplacito domini Reverendi Capitulj in Magistrum Capellae presentis ecclesiae: prefatum Joannem Arañes, presentem et acceptan tem: Assignantes ei distributiones quotidianas tam diurnas quam nocturnas: processionesque ac Anniuer saria: comensalis presentis Ecclesiae, ita quod ei per mensatas pingantur et soluantur dictas distributiones: pro medietate Illius quantitatis quae ex canonicatu Sancti officii Inquisitionis in uno quoque mense depingi consueuit in tabula distributionum excepto lo estel; [...]
Ítem, dichos señores canónigos capitulares, vista la sufi ciencia y los méritos del venerable  Juan Arañés, sacerdote de la diócesis de Zaragoza, eligieron y nombraron de [...] mera voluntad y beneplácito de los señores reverendos del capítulo en maestro de capilla de la presente iglesia al mencionado Juan Arañés, presente y aceptando, y le asignaron las distribuciones cotidianas tanto nocturnas como diurnas, y procesiones y aniversarios, de comensal de la presente iglesia, de manera que le sean pagadas por mesadas dichas distribuciones, por mitades [dos veces al año], de aquella cantidad que del canonicato del Santo Oficio de la Inquisición también en  un mes se acostumbra pagar en la mesa de distribuciones, exceptuado el  estel [¿la estrella?]; [...]
Actas capitulares de la Catedral de Tortosa, 25 de agosto de 1604

En Tortosa aparecen los primeros documentos en los que se le nombra como presbítero de la Catedral, por lo que es de suponer que se ordenó durante su estancia allí. Diez años después, en 1614, debió abandonar el cargo con desplazándose a Lérida. El 21 de octubre de 1614 ya se elegía a su sustituto en Tortosa, Gaspar Urgellés.
Permanecería como maestro de capilla de la Catedral de Lérida de 1614 a 1620. La noticia de su partida es del 11 de marzo de 1620, quedando como interino Juan Sala. Su sucesor en la Catedral de Lérida sería Francisco Pradillas, un compositor originario de Tamarite de Litera.
Diversos musicólogos como  F. J. Fétis, R. Mitjana, R. Stevenson, o M. Honegger han afirmado que Arañés estudió en Alcalá de Henares y se ordenó sacerdote en las primeras décadas del siglo XVII, pero el musicólogo Francisco Javier Cerveró Martínez afirma que es altamente improbable que fuese así: es poco probable que pudiese ordenarse con facilidad en la Corona de Castilla por tratarse de un reino distinto y no hay un hueco en la biografía de Arañés en la que pudiese permanecer en Alcalá de Henares.
Entre 1620 y 1624, Arañés se trasladó a Roma como compositor asociado a la Iglesia de Santa María de Montserrat de los Españoles, posiblemente como maestro de capilla. En 1624, se publicó su Libro Segundo de tonos y villancicos, en el que afirma que era capellán y maestro de capilla del duque de Pastrana, Ruy III Gómez de Silva y Mendoza de la Cerda, embajador «extraordinario» del rey Felipe IV, que había llegado a Roma en 1623. El duque de Pastrana se había convertido en mecenas de Arañés.
En 1624 Arañés regresó a España, posiblemente a Zaragoza. Entre el 14 y el 24 de julio de 1626 se presentó a las oposiciones para el magisterio de la Catedral de Barcelona, sin éxito, ya que la plaza fue para Marcián Albareda. Durante las oposiciones se le denomina «canónigo de Alcañiz», lo que podría indicar que era maestro de capilla de la Colegiata de Alcañiz o bien había un cargo honorífico con ese nombre en las catedrales de Zaragoza. No es posible confirmarlo, ya que el archivo de música de Alcañiz desapareció durante la Guerra civil. El cabildo barcelonés le concedió 150 reales como ayudas de coste y porque «ses portat bé».
En 1627 el cabildo metropolitano de la Catedral de Seo de Urgel envió a buscarle a Zaragoza. El anterior maestro de capilla había sido precisamente Marcián Albareda, por lo que es posible que el conocimiento personal de ambos maestros influyera en el hecho. Sea como fuera, el 22 de abril de 1627 se menciona a Arañés por primera vez como maestro de capilla de la metropolitana urgelense. A partir del 4 de mayo de 1634 ya no se menciona a Arañés en la Seo de Urgel y el 23 de marzo de 1635 ingresa Jaime Vidal en el magisterio.
En julio de 1634 el cabildo de Tortosa mandó llamar a Arañés a la Seo de Urgel para ofrecerle el magisterio.  En Tortosa seguía viviendo su hermana, lo que posiblemente influyó en su traslado a tierras del Ebro, a pesar de cobrar menos que en Seo de Urgel. Permanecería en Tortosa de 1634 a 1648 y se tienen constancias documentales de su estancia en Tortosa en 1646 en el testamento de su hermana Magdalena, que en ese momento estaba casada en segundas nupcias con el farmacéutico o boticario Martí de Monte. Es muy probable que la marcha de Arañés de Tortosa esté relacionada con la suspensión de la capilla decidida el 25 de agosto de 1648 por problemas económicos, coincidiendo con la llegada de la peste negra a la ciudad y la sublevación de Cataluña. A Arañés se le ofreció una reducción de su categoría a comensal, con la correspondiente reducción del salario.

Die martis XXV mensis Augustis anno dni MDCXXXXVIII.
[...] [margen:]  Ques lleve la capella.
[contenido:] Item dicti dni Canonici Capitulares deliberarunt, attesa la pobresa  de la pnt. Iglesia, que la Capella se lleve, com la lleven, y que lo mestre de Capella que reste com a comensal.
Día martes, 25 de agosto de 1648
[...] [margen:] Que se lleve la capilla.
[contenido:] Asunto tratado por los canónigos capitulares, teniendo en cuenta la pobreza de la presente Iglesia, que la capilla se lleve, como la llevan, y el maestro de capilla que quede como comensal.

En 1649 se encontraba de nuevo en Seo de Urgel como maestro de capilla, pero permaneció poco tiempo, ya que en noviembre de ese año ya se buscaba un sucesor. Falleció en 1649 o fecha posterior.

## Obra

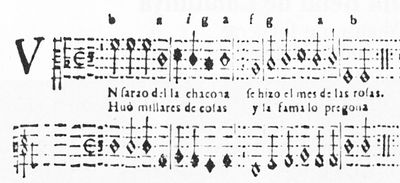

Ejerció de Maestro de capilla en la embajada de España en Roma, donde publicó en 1624 su Libro Segundo de Tonos y Villancicos a una dos tres y quatro voces. Con la zifra de la Guitarra Espannola a la usanza Romana. De Ivan Arañés. En Roma, Inpresso por Juan Bautista Robleti. El primer libro se ha perdido. La colección del Libro Segundo contiene 12 piezas para 1, 2, y 3 voces, tonos humanos y villancicos, siendo la pieza final una chacona para cuatro voces, A la vida bona que es referenciada en las obras de Cervantes. La colección es notoria por su acompañamiento de guitarra en notación italiana.

## Grabaciones
- A la vida bona para 4 voces - en (i) Musica en el Quijote y otras obras de Miguel de Cervantes, Orphénica Lyra (Glossa, 2005) and (ii) Miguel de Cervantes, Don Quijote de la Mancha: Romances y Músicas dir. Jordi Savall, Hesperion XXI, (Alia Vox, 2006).

Nuevo Sarao interpretó sus obras en el Festival de Música Antigua de los Pirineos en 2011 y grabó sus obras completas.